# TeraStorm
TeraStorm es una película de ciencia ficción, acción, aventura y superhéroes animada por computadora keniata de 2022 dirigido, escrito y animado por Andrew Kaggia. La película fue animada en su totalidad usando el motor de videojuegos Unreal Engine. Fue seleccionada como la entrada keniata a la Mejor Película Internacional en la 95.ª edición de los Premios Óscar, convirtiéndola en la primera película animada africana en ser seleccionada para competir por este galardón.

## Sinopsis
Ambientada en la ficticia Nairobi, un grupo de superhéroes africanos une sus fuerzas en un intento por vencer a un antiguo mago que amenaza con destruir la tierra con un poderoso y misterioso artefacto.

## Reparto
- Ali Mwangola como Victor
- Arabron Nyyneque como Eli-Ra
- Melvin Alusa como Ammadu
- Mungai Kiroga como Adrian
- Sara Muhoho como Nuru
- Peter Mudamba como General Maxwell

## Lanzamiento
TeraStorm se estrenó en cines de Kenia el 24 de noviembre de 2022.